# Stephen Maguire
Stephen Maguire (n. 13 martie 1981, Glasgow, Scoția, Regatul Unit) este un jucător scoțian de snooker. 
A ocupat poziția a 2-a mondială de două ori in carieră. A realizat breakul maxim de trei ori. Maguire fost mai mereu începând cu anul 2005 un jucător de top, din primii 16 ai lumii. El a câștigat șapte turnee de clasament, disputând si alte opt finale (pierdute).

## Finalele carierei

### Turnee de clasament: 15 (7 titluri)
| Legendă                          |
| -------------------------------- |
| Campionatul Regatului Unit (1–2) |
| Altele (6–6)                     |

| Rezultat | Nr. | An   | Turneu                         | Adversar în finală | Scor |
| -------- | --- | ---- | ------------------------------ | ------------------ | ---- |
| Campion  | 1.  | 2004 | Openul European                | Jimmy White        | 9–3  |
| Finalist | 1.  | 2004 | Openul Britanic                | John Higgins       | 6–9  |
| Campion  | 2.  | 2004 | Campionatul Regatului Unit     | David Gray         | 10–1 |
| Campion  | 3.  | 2007 | Trofeul Irlandei de Nord       | Fergal O'Brien     | 9–5  |
| Finalist | 2.  | 2007 | Campionatul Regatului Unit     | Ronnie O'Sullivan  | 2–10 |
| Campion  | 4.  | 2008 | Openul Chinei                  | Shaun Murphy       | 10–9 |
| Finalist | 3.  | 2011 | Openul Galez                   | John Higgins       | 6–9  |
| Finalist | 4.  | 2012 | Mastersul German               | Ronnie O'Sullivan  | 7–9  |
| Finalist | 5.  | 2012 | Openul Chinei                  | Peter Ebdon        | 9–10 |
| Campion  | 5.  | 2013 | Openul Galez                   | Stuart Bingham     | 9–8  |
| Finalist | 6.  | 2017 | Riga Masters                   | Ryan Day           | 2–5  |
| Finalist | 7.  | 2019 | Campionatul Regatului Unit (2) | Ding Junhui        | 6–10 |
| Campion  | 6.  | 2020 | Tour Championship              | Mark Allen         | 10–6 |
| Finalist | 8.  | 2025 | Openul Galez (2)               | Mark Selby         | 6–9  |
| Campion  | 7.  | 2025 | Championship League            | Joe O'Connor       | 3–1  |

### Turnee minore: 6 (3 titluri)
| Rezultat | Nr. | An   | Turneu                              | Adversar în finală | Scor |
| -------- | --- | ---- | ----------------------------------- | ------------------ | ---- |
| Finalist | 1.  | 2010 | Players Tour Championship – Event 1 | Mark Williams      | 0–4  |
| Finalist | 2.  | 2010 | MIUS Cup                            | Stephen Lee        | 2–4  |
| Campion  | 1.  | 2012 | FFB Snooker Open                    | Joe Perry          | 4–2  |
| Campion  | 2.  | 2012 | Players Tour Championship – Event 1 | Jack Lisowski      | 4–3  |
| Finalist | 3.  | 2012 | Players Tour Championship – Event 2 | Martin Gould       | 3–4  |
| Campion  | 3.  | 2014 | Lisbon Open                         | Matthew Selt       | 4–2  |

### Turnee invitaționale: 7 (4 titluri)
| Rezultat | Nr. | An   | Turneu                               | Adversar în finală | Scor |
| -------- | --- | ---- | ------------------------------------ | ------------------ | ---- |
| Finalist | 1.  | 2001 | Scottish Masters Qualifying Event    | Patrick Wallace    | 0–5  |
| Finalist | 2.  | 2002 | Merseyside Professional Championship | Mark Davis         | 2–5  |
| Campion  | 1.  | 2003 | Merseyside Professional Championship | Mark Davis         | 5–1  |
| Finalist | 3.  | 2009 | Beijing International Challenge      | Liang Wenbo        | 6–7  |
| Campion  | 2.  | 2009 | Pro Challenge Series – Event 1       | Alan McManus       | 5–2  |
| Campion  | 3.  | 2014 | Six-red World Championship           | Ricky Walden       | 8–7  |
| Campion  | 4.  | 2019 | Six-red World Championship (2)       | John Higgins       | 8–6  |

### Turnee pe echipe: 2 (1 titlu)
| Rezultat | Nr. | An   | Turneu    | Echipă | Partener     | Adversar(i) în finală | Scor |
| -------- | --- | ---- | --------- | ------ | ------------ | --------------------- | ---- |
| Finalist | 1.  | 2015 | World Cup | Scoția | John Higgins | China B               | 1–4  |
| Campion  | 1.  | 2019 | World Cup | Scoția | John Higgins | China B               | 4–0  |

### Turnee de amatori: 1 (1 titlu)
| Rezultat | Nr. | An   | Turneu                         | Adversar în finală | Scor |
| -------- | --- | ---- | ------------------------------ | ------------------ | ---- |
| Campion  | 1.  | 2000 | Campionatul Mondial de Amatori | Luke Fisher        | 11–5 |